# Tour de Force
Pour les articles homonymes, voir Tour de Force (homonymie).
Albums de Sonny Rollins
Rollins Plays for Bird
(1956) Sonny Rollins, Vol. 1
(1957)
Tour de Force est un album du saxophoniste ténor Sonny Rollins paru en 1957 sur le label Prestige. Une version remastérisée paraît en CD en 1989.

## Titres
L'album intègre trois nouvelles compositions de Rollins et deux autres morceaux interprété par le chanteur Earl Coleman. L'auteur Richard Palmer écrit dans son ouvrage Sonny Rollins: the cutting edge à propos des premiers morceaux que « Ee-ah est une séquence maîtrisée de variations blues fixé une forme à trois notes, tandis que B. Swift et B. Quick (basés respectivement sur les morceaux Cherokee et Lover) sont férocement puissants. ».
Le critique Scott Yanow sur AllMusic écrit que « Rollins était dans une forme créative constante au cours de cette période importante mais l'ensemble de l'enregistrement n'est pas un classique à l'image de la plupart des autres enregistrements du saxophoniste ténor des années 1950. ».
| N° | Titre                | Compositeur                                        | Durée |
| -- | -------------------- | -------------------------------------------------- | ----- |
| 1. | Ee-Ah                | Sonny Rollins                                      | 6:52  |
| 2. | B. Quick             | Sonny Rollins                                      | 9:13  |
| 3. | Two Different Worlds | Al Frisch, Sid Wayne                               | 7:37  |
| 4. | B. Swift             | Sonny Rollins                                      | 5:15  |
| 5. | My Ideal             | Newell Chase, Leo Robin, Richard A. Whiting        | 4:21  |
| 6. | Sonny Boy *          | Lew Brown, Buddy DeSylva, Ray Henderson, Al Jolson | 8:22  |

## Enregistrement
Les morceaux sont enregistrés le 7 décembre 1956 au Rudy Van Gelder Studio situé à Hackensack (New Jersey). Le quartet est accompagné par Earl Coleman sur les morceaux Two Different Worlds et My Ideal,.
| Musicien      | Instrument      |  | Équipe technique |                       |
| ------------- | --------------- |  | ---------------- | --------------------- |
| Sonny Rollins | saxophone ténor |  | Bob Weinstock    | superviseur           |
| Kenny Drew    | piano           |  | Ira Gitler       | liner notes d'origine |
| George Morrow | contrebasse     |  | Joe Tarantino    | mastering             |
| Max Roach     | batterie        |  |                  |                       |
| Earl Coleman  | chant           |  |                  |                       |